# Казети-Розоне (Торино)
Казети-Розоне је насеље у Италији у округу Торино, региону Пијемонт.
Према процени из 2011. у насељу је живело 266 становника. Насеље се налази на надморској висини од 759 м.